# Пан Заваркін та син
Кафе-музей «Пан Заваркін та син» — музей вінницьких підприємливих євреїв братів Гельблу.

## Історія[1]
Музей побудований у центрі міста — близько у 1898 році, Поштової вулиці зараз поруч — вулиця Соборна, 51а, Вінниця, Вінницька область, 21000. Матвій Заваркін, колишній Мойсей Флігельтуб, був відомим підприємцем, який у 1917 році відправився з Вінниці до Парижа, а згодом до Америки, залишивши слід в історії міста. Його колишня квартира на другому поверсі будинку стала осередком культурного життя після того, як її перетворили на кафе та музей під назвою «Вітальня щасливого часу». Це місце, де проводяться екскурсії, журфікси та концерти, приваблює як місцевих жителів, так і туристів, охочих насолодитися атмосферою минулого та сучасності. У кафе-музеї гостям пропонують не лише чай та каву, а й можливість зануритися в історію родини Заваркіних та експлорувати культурні надбання Вінниці.

## Опис
Це дуже унікальне місце, що поєднує історичну будівлю, затишну кав’ярню, музей-колекцію та «Вітальню щасливого часу», де переспівуються старовинні годинники. Один з найдивовижніших годинників у світі, запатентований сером Конгрівом 1808 року, — «Кулька, що котиться». Патефон, фортепіано, самовари, бульотки, гасові лампи, порцелянові мініатюри та купа цікавих дрібничок того часу, аромат кавових зерен, листків чаю і домашніх десертів — ця атмосфера просто зачаровує.